# Ядрова функція для розв'язування інтегрального рівняння обміну випромінювання з поверхні
У фізиці та інженерії, теплове випромінювання від однієї поверхні до іншої є рівний різниці вхідного і вихідного випромінювання з першої поверхні. Загалом, перенесення тепла між поверхнями регулюється температурою, випромінювальної здатності поверхні та формами поверхонь. Це все можна записати у вигляді інтегрального рівняння з граничними умовами , утворене на поверхневих умовах. Ядрові функції може виявитися вдалим вибором для апроксимації розв'язку цього інтегрального рівняння.

## Визначальні рівняння
Інтенсивність обміну теплового випромінювання залежить від температури поверхні на границі та властивості поверхонь, але не залежить від середовища, яке може не поглинати, випромінювати, чи розсіювати випромінювання.
Визначальне рівняння теплообміну між двома поверхнями, Aj і Aj 

{\displaystyle q(r_{i})=\int _{\lambda =0}^{\infty }\int _{\psi _{i}=0}^{2\pi }\int _{\theta _{i}=0}^{\frac {\pi }{2}}\varepsilon _{\lambda ,i}(\lambda ,\psi _{i},\theta _{i},r_{i})I_{b\lambda ,i}(\cos \theta _{i}\sin \theta _{i})\,d\theta _{i}\,d\psi _{i}\,d\lambda -\sum _{j=1}^{N}\int _{\lambda =0}^{\infty }\rho _{\lambda ,i}(\lambda ,\psi _{r,j},\theta _{r,j},\psi _{j},\theta _{j},r_{i})I_{\lambda ,k}(\lambda ,\psi _{k},\theta _{k},r_{i}){\frac {\cos \theta _{j}\cos \theta _{k}}{|r_{k}-r_{j}|^{2}}}\,dA_{k}}
де {\displaystyle \lambda }  — довжина випромінюваної хвилі, {\displaystyle I} — інтенсивність випромінювань, {\displaystyle \varepsilon } — випромінювальна здатність, {\displaystyle r} — відбиваюча здатність,  {\displaystyle \theta } — кут між нормаллю поверхні та напрямком випромінювання, {\displaystyle \psi } — азимутальний кут.
Якщо поверхня корпусу апроксимується як сіра і дифузійна поверхня, то вищенаведене рівняння після аналітичної процедури може бути записано як
{\displaystyle q(r)+\varepsilon (r)E_{b}=\varepsilon (r)\oint K(r,r')\left[E_{b}(r')+1-{\frac {\varepsilon (r')}{\varepsilon (r)}}d\Gamma (r')\right]}
де {\displaystyle E_{b}}— випромінювальна здатність чорного тіла, яку можна записати у вигляді функції, яка залежить від температури цього тіла
{\displaystyle E_{b}(r)=\sigma T^{4}(r)\,}
де {\displaystyle \sigma } — стала Стефана–Больцмана.

## Ядрові функції
Ядрові функції дозволяють маніпулювати даними, ніби вони були спроектовані в більш вимірному просторі, при роботі з ними в первинному просторі. Тому дані в більш вимірному простору легше можна розділяти. Ядрова функція також використовується в інтегральному рівнянні обміну випромінювання з поверхні. Також ця функція має відношення до вигляду границі і властивостей поверхонь, а також залежить від форми тіла.
У вищенаведеному рівнянні, K(r,r') є інтегральним ядром, який в тривимірному просторі приймає наступну форму
{\displaystyle K(r,r')=-{\frac {n(r-r')n'(r-r')}{\pi |r-r'|^{4}}}F={\frac {\cos \theta _{r}\cos \theta _{r}'}{\pi |r-r'|^{4}}}F}
де F дорівнює одиниці, якщо поверхня елемента I "бачить" поверхню елемента J, у противному випадку F дорівнює нулю і θr — кут в точці r, θr' в точці r'. Параметр F залежить від геометричної конфігурації тіла, тому ядрова функція поводиться незвично для границь з складною формою.

## Ядрове рівняння для двовимірного простору та осесиметричної форми
Для двовимірного простору та осесиметричної конфігурації, функція ядра може аналітично інтегруватися вздовж напрямку Z або θ, яка має вигляд
{\displaystyle K(r,r')=-\int \int \ F{\frac {n(r-r')n'(r-r')}{\pi |r-r'|^{4}}}\,dz'\,dz={\frac {n(r-r')n'(r-r')}{\pi |r-r'|^{4}}}F}
Тут n позначає нормаль елемента I з азимутальним кутом ϕ', який рівний нулю і n' є нормаллю елемента J в будь азимутальному куті ϕ'. Математичні вирази для n І n' мають наступний вигляд
{\displaystyle n=(\cos \theta ,0,\sin \theta )}
{\displaystyle n'=(\cos \theta '\sin \phi ',\cos \theta '\sin \phi ',\sin \theta ')}
Підставляючи ці умови в рівняння, ядрова функція перегруповується з точки зору азимутального кута ϕ'
{\displaystyle K(\phi ')={\frac {(c'+d\cos \phi ')(c''+d\cos \phi ')}{\pi (c+d\cos \phi ')^{2}}}F}
де {\displaystyle c=r_{i}^{2}+r_{j}^{2}+Z_{j}^{2}}
{\displaystyle d=-2r_{i}r_{j}}
{\displaystyle c'=Z_{j}\sin \theta -r_{i}\cos \theta }
{\displaystyle d'=r_{j}\cos \theta }
{\displaystyle c''=Z_{j}\sin \theta '+r_{j}\cos \theta '}
{\displaystyle d''=-r_{i}\cos \theta '}
Остаточний вираз для функції ядра має вигляд
{\displaystyle {\bar {k}}(\phi )=2\int \limits _{0}^{\phi }k(\phi ')\,d\phi '}
{\displaystyle {\bar {k}}(\phi )=-{\frac {2}{\pi }}\left[A\phi +b\arctan \left({\sqrt {\frac {c-d}{c+d}}}\tan {\frac {\phi }{2}}\right)+C{\frac {\sin \phi }{c+d\cos \phi }}\right]}
де {\displaystyle A={\frac {d'd''}{d^{2}}}}
{\displaystyle B=2{\frac {(c^{2}-d^{2})(d'f+ed'')+cdef}{d(c^{2}-d^{2}){\sqrt {c^{2}-d^{2}}}}}}
{\displaystyle C={\frac {def}{d^{2}-c^{2}}}}
{\displaystyle e={\frac {dc'-cd'}{d}}}
{\displaystyle f={\frac {dc''-cd''}{d}}}